# Abdication de Margrethe II
La reine Margrethe II annonce son abdication en tant que reine de Danemark lors de son discours de réveillon du 31 décembre 2023. Son fils aîné, le prince héritier Frederik, lui succède en tant que roi le 14 janvier 2024, au 52e anniversaire de son avènement.

## Contexte
La reine Margrethe II n’a jamais eu l'intention de renoncer au trône. Dans une interview en 2012 à l'occasion de son jubilé de rubis, elle déclare : « À mes yeux, cela fait partie de la position que vous occupez lorsque vous héritez d'une monarchie : c'est une tâche que vous vous êtes confiée, et que vous gardez aussi longtemps que vous vivez, comme mon père et mon grand-père avant moi ». La reine rejette la possibilité d'abdication lors d'une interview en 2016 et déclare : « Dans ce pays, nous n'avons pas opté pour cette façon de transmettre. Cela a toujours été : vous restez aussi longtemps que vous vivez. Mon père l'a fait comme mes prédécesseurs. C'est la façon dont je le vois aussi ». Dans une autre interview en 2016, elle déclare que son fils deviendra roi « quand [elle] ne [sera] plus là ».
À la mort d'Élisabeth II en 2022, Margrethe II devient le monarque régnant depuis le plus longtemps en Europe et la seule reine régnante au monde.

## Annonce
La reine Margrethe II fait l'annonce surprise de son abdication en direct à la télévision lors de son discours de réveillon du 31 décembre 2023. Elle déclare que le temps a « fait des ravages », que le nombre de « maux » a augmenté et qu'elle ne peut pas entreprendre autant de tâches qu'elle en a géré dans le passé. La reine fait mention de sa lourde opération au dos en février 2023 et déclare que celle-ci l'a amenée à réévaluer sa position et à se demander « si le moment était venu de transmettre la responsabilité à la prochaine génération ». La date de son abdication, le 14 janvier 2024, coïncide avec le 52e anniversaire de son accession au trône,.
La reine remercie le public pour « sa chaleur et son soutien immenses », les différents gouvernements pour leur « collaboration enrichissante » et le Parlement pour lui « avoir toujours accordé sa confiance ». Elle exprime son espoir que les nouveaux roi et reine reçoivent « la même confiance et le même dévouement qui [lui] ont été attribués ».

## Abdication

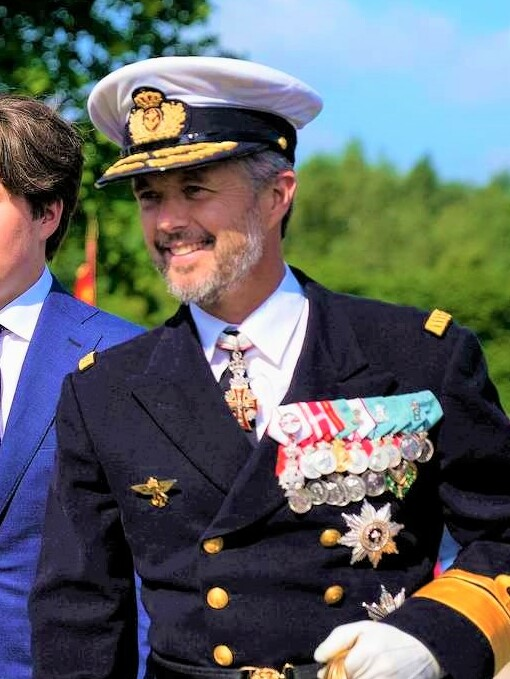
Le prince héritier Frederik monte sur le trône sous le nom de Frederik X.

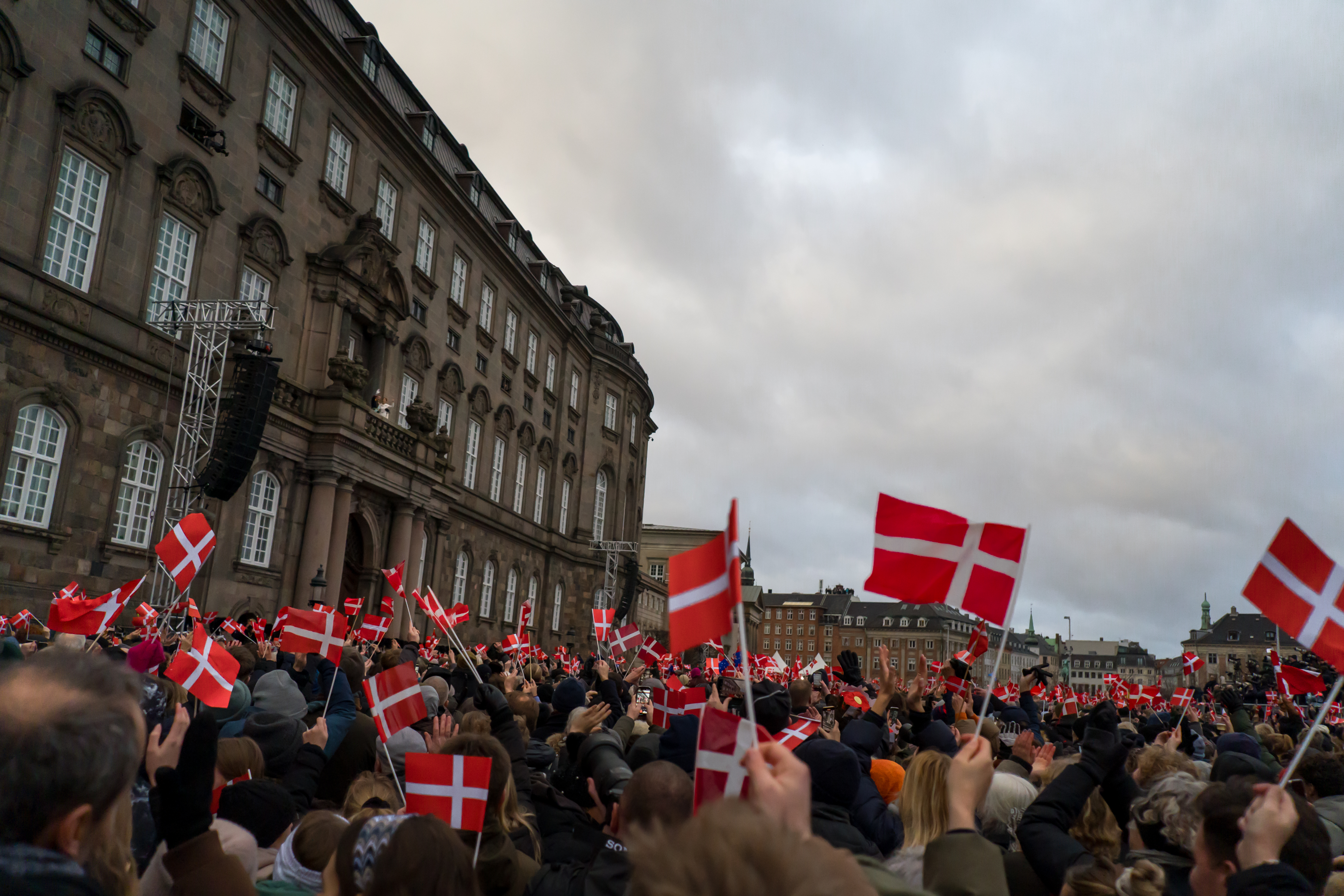
Proclamation du roi Frederik X au balcon du château de Christiansborg.

Le 14 janvier, la reine signe son acte d’abdication au cours d’une réunion du gouvernement au château de Christiansborg à 14 heures et le prince héritier Frederik accède au trône sous le nom de Frederik X. À 15 heures, après une réunion du Conseil d'État, le nouveau monarque apparaît au balcon en compagnie de la Première ministre, Mette Frederiksen, qui le proclame roi devant la foule. Enfin, à 17 heures, les bannières royales sont transférées entre les palais d’Amalienborg, respectivement habités par la reine Margrethe et le roi Frederik X, chacun conservant son lieu de résidence,.
Après son abdication, l'ancienne souveraine continue à porter le prédicat de « majesté ». C'est la première fois depuis l'accession au trône de la reine Victoria du Royaume-Uni, en 1837, qu'il n'y a plus de souveraine régnante en Europe.

## Réactions
La nouvelle de l'abdication de la reine Margrethe est décrite comme une « surprise » et un « choc », car de nombreux Danois s'attendaient à ce qu'elle reste reine jusqu'à sa mort,.
La Première ministre Mette Frederiksen remercie la reine pour « son dévouement de toute une vie et ses efforts inlassables pour le Royaume » et la décrit comme « l'incarnation du Danemark ».
Le vice-Premier ministre Troels Lund Poulsen note que la décision de la reine d'abdiquer montre à la fois sa « sagesse » et la « force et la pérennité de la monarchie pour le Danemark », et déclare que le nouveau roi « sera en mesure de conduire la monarchie danoise en toute sécurité vers une nouvelle ère, où tradition et renouveau pourront se succéder ».